# Gerard Sevillano
Gerard Sevillano Puig (Barcelona, España, 24 de abril de 1994) es un Baloncestista español que juega en el CBL'Hospitalet de la LEB Plata. Con una altura de 196 cm. su posición en la cancha es la de alero.

## Trayectoria
Gerard es un alero que comenzó a jugar a baloncesto en l'Associació Esportiva Minguella y completó su formación en el Joventut de Badalona, desde la etapa infantil hasta la júnior. Fue un habitual en las distintas selecciones catalanas y llegó a ser internacional español en las categorías U14, U15 y U16. 
Tras terminar su periplo por las categorías inferiores, no continuó en la Penya en su etapa sénior y llegó a la ciudad de Lleida, reclutado por un Força Lleida que lo vinculó al CB Pardinyes. Con el conjunto del barrio leridano ha disputado las dos últimas campañas, la primera en Copa Catalunya consiguiendo el ascenso a liga EBA y la segunda en dicha competición. En el grupo C de liga EBA ha sido uno de los exteriores más destacados de la competición. A pesar de perderse el tramo final por una lesión, ha promediado 15 puntos, 6 rebotes, 1.6 asistencias y 15.3 de valoración en 30 minutos por encuentro. 
En 2013 y 2014, debutó en la LEB Oro, jugando algunos minutos con el Força Lleida los dos cursos, especialmente en el primero de ellos, en el que ayudó a suplir las bajas del equipo en los playoffs de cuartos de final ante Palencia.
En 2014 firma un contrato con el Força Lleida Club Esportiu para ser jugador de la primera plantilla, donde permanece hasta 2016-17.
Inicia la temporada 2017-18 en las filas del Marín Peixegalego de Liga EBA, pero tras disputar únicamente tres partidos con un rendimiento excepcional se incorpora al Xuven Cambados de LEB Plata.Tras sufrir dos lesiones casi consecutivas causa baja para el resto de la temporada habiendo jugado únicamente cinco partidos.
En la temporada 2018-19 regresa al Marín, ya en LEB Plata, donde contribuye decisivamente al ascenso del equipo a LEB Oro y registra unos promedios de 11.1 puntos y 6.6 rebotes.
En verano de 2019, firma por el Bàsquet Girona de la Liga LEB Plata, donde juega durante tres temporadas en las que disputa 86 partidos, logrando el ascenso a la Liga LEB Oro al término de la temporada 2019-20 y el ascenso a la Liga Endesa al término de la temporada 2021-22.
El 12 de agosto de 2022, firma por el CBL'Hospitalet de la LEB Plata.
Comienza la temporada 2023-24 en las filas de la Associació Esportiva Badalonès hasta que el 27 de noviembre de 2023, se hace oficial su regreso al CBL'Hospitalet de la LEB Plata.

## Clubes
- Categorías inferiores del Club Joventut de Badalona (2011-2013)
- CB Pardinyes (2013-2014)
- Força Lleida Club Esportiu (2014-2017)
- Club Baloncesto Peixefresco Marín (2017)
- Xuven Cambados (2017-2018)
- Club Baloncesto Peixefresco Marín (2018-2019)
- Bàsquet Girona (2019-2022)
- CBL'Hospitalet (2022-2023)
- Associació Esportiva Badalonès (2023)
- CBL'Hospitalet (2023-Actualidad)